# Krater
 Ovo je glavno značenje pojma Krater. Za druga značenja pogledajte Krater (razdvojba).
Krater je kružna struktura na površini planeta, satelita ili malih tijela. Najveći dio njih nastaje tijekom sudara s drugim nebeskim tijelima, a manji broj je nastao tijekom vulkanske aktivnosti. Kako bi se lučila razlika među njima, kratere vulkanskog podrijetla se danas naziva "kaldere". 
Krateri dobivaju ime od grčke riječi koja znači "kalež", plitku okruglu posudu. Dimenzije kratera mogu varirati od onih mikronskih veličina koje nazivamo "mikrokrateri" do onih stotine kilometara u promjeru. Još veće kratere se obično naziva "udarni bazeni".
Iako je vanzemaljsko podrijetlo kratera nešto sto je danas općeprihvaćeno, do nedavno to i nije bilo tako. Prije nego što se došlo do suglasja znanstvenika, trebalo je prihvatiti činjenicu da se titanske katastrofe, sraza dvaju nebeskih tijela zbilja i dešavaju. Ipak, po dinamici prihvaćanja, još će proći dosta vremena da se ta astronomska spoznaja pojavi i u drugim znanostima i edukaciji.
Krateri u strukture vezane uz njih su svakako jedan od najvažnijih čimbenika koji modeliraju površine planeta, njihovih satelita i malih tijela Sunčeva sustava. Iako je Zemlja još geološki veoma živ planet pa subdukcijom i erozijom stalno modelira svoju površinu, ipak je dosad otkriveno vise od 170 kratera svemirskog podrijetla. Svakako treba spomenuti da su neki od kratera i veoma vrijedna nalazišta ruda koja su tamo dospjela direktno iz svemira, nastala pri visokim tlakovima udara ili sedimentacijom u jezerima koja su kratere ispunjavala milijunima godina.

## Poveznice
- Krater Chicxulub